# Beautiful Sunday
Beautiful Sunday är en sång skriven av Daniel Boone och Rod McQueen, och inspelad av Daniel Boone och utgiven på singel 1972.
Anders Glenmark spelade in låten på svenska, som "Söndag, min lediga dag" samma år.  och fick in sin version på Svensktoppen där den låg i nio veckor det året under perioden 30 juli-24 september. 

## Listplaceringar
| Lista (1972)   | Topplacering |
| -------------- | ------------ |
| Nederländerna  | 14           |
| Norge          | 1            |
| Schweiz        | 2            |
| Storbritannien | 21           |